# Cystacanthus yangtsekiangensis
Cystacanthus yangtsekiangensis är en akantusväxtart som först beskrevs av Leveille, och fick sitt nu gällande namn av Alfred Rehder. Cystacanthus yangtsekiangensis ingår i släktet Cystacanthus och familjen akantusväxter. Inga underarter finns listade i Catalogue of Life.